# Eindbaas

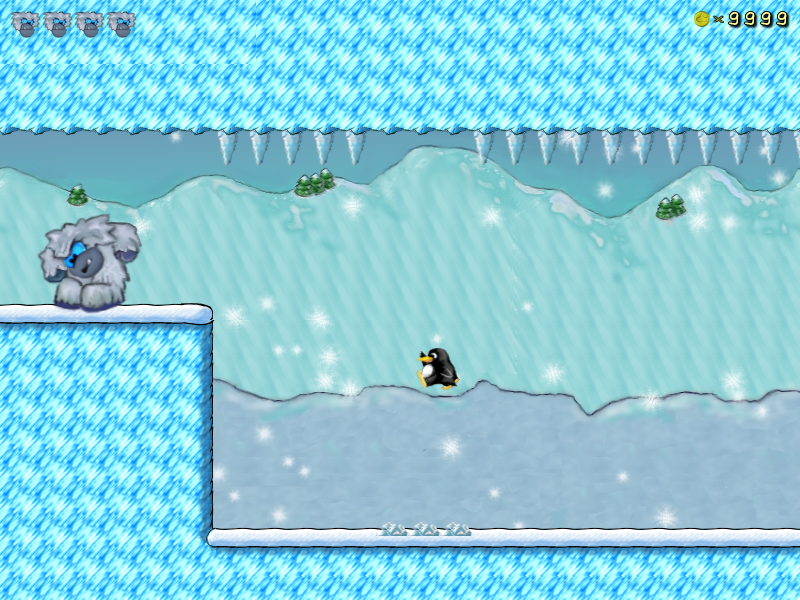
Een eindbaas in SuperTux

Een (eind)baas is in computerspellen een door kunstmatige intelligentie bestuurd personage dat meestal verslagen moet worden om een bepaald deel van het spel af te sluiten. Dit personage is in verhouding tot de andere tegenstanders uit het spel meestal relatief groot, uitdagend en moeilijk te verslaan. Meestal dienen eindbazen om een level of episode af te sluiten, met helemaal aan het eind van het spel de allersterkste baas. Deze is vaak in het verhaal van het computerspel ook de aartsvijand van de hoofdpersoon.
Eindbazen komen voor in de meeste spellen die opgedeeld zijn in levels en/of een verhaal hebben. Er bestaan echter ook race- of partyspellen die eindbazen hebben. Zo hebben LEGO Racers 2 en Crash Team Racing een eindbaas waartegen men moet racen aan het einde van een toernooi. En een voorbeeld van een partyspel met eindbazen is Crash Bash. Maar ook sommige uitgaven van Mario Party hebben een eindbaas helemaal aan het eind van het spel, meestal is dat Bowser.
Het woord is afkomstig van het Engelse boss, dat op zijn beurt een Nederlands leenwoord is van het Nederlandse baas. 

## Geschiedenis
De eerste computerspellen verschenen in de tijd dat flipperkasten populair waren. Op een flipperkast konden spelers in principe nooit een spel "winnen". In de eerste computerspellen, die vaak werden ontwikkeld als gesimplificeerde "video"-flipperkasten, was het dan ook niet mogelijk het spel uit te spelen. In plaats daarvan was het doel meestal om zo veel mogelijk punten te halen, vaak met een oplopende moeilijkheidsgraad, totdat de speler af was. Uiteindelijk werd de moeilijkheidsgraad dan zo hoog dat winnen onmogelijk was. Voorbeelden van dit principe zijn Tetris (1985) en Pong (1972).
Het Atari 2600-spel Adventure, uitgebracht in 1978, bevatte drie verschillende vijanden (in de vorm van draken) met verschillende eigenschappen en krachten. Het was echter niet verplicht om deze draken te verslaan om het spel uit te spelen. Het spel had drie verschillende spelmodi. In de tweede en derde modus kon naast de twee zwakkere draken ook de derde, sterkere draak worden aangetroffen. Omdat het ook voor kon komen dat de sterkere draak helemaal niet werd aangetroffen, is dit strikt genomen geen echte eindbaas.
Het eerste arcadespel waarin een eindbaas-achtig personage voorkomt was Galaxian, uit 1979. In dit spel, dat erg op Space Invaders lijkt, werd het ruimteschip van de speler aangevallen door een groep vijandelijke ruimteschepen. Iedere groep bevatte een vlaggenschip, dat door de plaatsing bovenaan het scherm de indruk gaf de andere schepen aan te voeren. Om deze reden werden ze in het spel zelf aangeduid als "bosses" (bazen). Ook hier was het echter niet verplicht deze bazen te verslaan om verder te komen in het spel.
Het eerste arcadespel met een échte eindbaas was Phoenix, in 1980 uitgebracht door Centuri. Ook hierin werd de speler aangevallen door een groep ruimteschepen. Nadat deze groep ruimteschepen was verslagen, wordt de speler aangevallen door vogels. Als ook deze zijn vernietigd, moet een moederschip verslagen worden, dat groter en sterker is dan de kleinere vijanden. Omdat in dit spel het moederschip verslagen móét worden om verder te gaan, is dit wel een "echte" eindbaas.
Op consoles waren de eerste spellen met een eindbaas Vanguard en het eerder genoemde Phoenix. Beide spellen werden ongeveer op hetzelfde moment uitgebracht voor de Atari 2600-console en waren overzettingen van arcadespellen. Het serienummer van Vanguard is CX2669, dat van Phoenix is CX2673. Hierop afgaand zou Vanguard het eerste consolespel met een eindbaas zijn.

## Eindbazen in de spelstructuur
Eindbazen worden in de meeste spellen gebruikt als laatste obstakel op de weg naar het uitspelen van het spel. Deze laatste eindbaas is dan ook vaak de sterkste vijand in het hele spel. Het komt voor dat de speler dezelfde eindbaas meerdere keren tegenkomt; deze is dan elke keer sterker geworden. Soms is dat ook omdat de speler meestal eveneens sterker wordt in de loop van het spel. De laatste incarnatie van zo'n eindbaas is dan vaak ook de laatste eindbaas in het spel. Toch bestaan er uitzonderingen op deze regel. Een overzicht:

### Traditioneel
Veel singleplayer-computerspellen hebben een op levels gebaseerde structuur, waarbij elk opeenvolgend level moeilijker is dan het vorige. Eindbazen zijn een gevolg van deze structuur; ze verschijnen meestal rond het einde van het level en zijn de moeilijkst verslaanbare vijand in dat level. Vaak moeten ook puzzels worden opgelost om ze te verslaan, of moeten ze meerdere keren verslagen worden; vaak in verschillende vormen, zoals Devan Shell in het spel Jazz Jackrabbit 2, die na voor de eerste keer verslagen te zijn in een duivel verandert. Als een spel een andere spelstructuur heeft (zoals veel RPG's), waarbij de speler als het ware een verhaal naspeelt, verschijnen vaak toch op bepaalde punten in het spel steeds moeilijkere eindbazen.
De eindbaas-gevechten zijn vaak de climax van een opbouw van de verwachtingen van de speler, die vaak worden versterkt door spannende muziek of geluidseffecten. In Metal Gear Solid bijvoorbeeld is er in verschillende dialogen al duidelijk vooruitgeblikt het laatste gevecht. Een ander element om de gevechten spannender te maken, dat ook in MGS voorkomt, is duidelijk maken dat er een ramp zal plaatsvinden als de eindbaas niet op tijd verslagen wordt, wat het geheel een race-tegen-de-klok maakt. Ook in Quake II wordt de spanning voor het laatste gevecht opgebouwd door het stuk vóór de confrontatie ijselijk stil (zonder geluid) te laten klinken. Dit in tegenstelling tot de rest van het spel, waarin constant stevige industrial-muziek te horen is. In Paper Mario: The Thousand-Year Door wordt voor het laatste gevecht getoond hoe de eindbaas een eerdere baas moeiteloos onthoofdt terwijl de wereld langzaam donkerder wordt, als vooruitblik op hoe lastig het gevecht zal worden en hoeveel ervan afhangt.

### Boss-fest
Een boss fest (eindbaas-feest) is een spel met een overduidelijke nadruk op eindbaasgevechten. Games met een dergelijke structuur zijn Chaos Field voor de Dreamcast en GameCube, en Treasure's Alien Soldier voor de Mega Drive. Het PlayStation 2-spel Shadow of the Colossus is hier ook een goed voorbeeld van; het spel bevat geen vijanden naast de 16 gigantische monsters (die allemaal van elkaar verschillen) die door de speler moeten worden opgespoord en vernietigd. Het komt echter niet vaak voor dat een spel naast eindbazen geen enkele andere vijand bevat.
Sommige spellen bevatten een aparte spelmodus waarin het doel is om verscheidene eindbazen na elkaar te verslaan. Bekende spellen met een dergelijke mogelijkheid zijn de spellen uit de Mega Man serie en het spel Castlevania: Aria of Sorrow. Soms verschilt de gameplay in deze spelmodus van die in de "normale" spelwereld, zoals in verschillende Kirby-spellen (Kirby: Nightmare in Dream Land, Kirby 64: The Crystal Shards en Kirby's Fun Pak), waarin de hoofdpersoon dan zijn speciale krachten niet kan gebruiken. Vaak is een dergelijke spelmodus pas beschikbaar nadat het "basis-spel" op een bepaalde moeilijkheidsgraad is uitgespeeld.

### In RPG's
In RPG's worden eindbazen vaak gebruikt als tussenpunt in het spel om te controleren of de speler wel sterk genoeg is om verder te gaan in het spel; als dit niet zo is, zal de speler eerst een paar levels moeten stijgen, bijvoorbeeld door andere, minder sterke vijanden te verslaan, om verder te kunnen komen in het spel. Dit proces van vijanden verslaan om zeker te zijn dat de speler de aanvallen van de eindbaas aan kan is vaak erg saai en repetitief. Dit wordt vaak gezien als een noodzakelijk kwaad in spellen in dit genre. Een bekend voorbeeld zijn de spellen uit de Pokémon-reeks. Hierin moet om de zoveel tijd een zogenaamde Gym Leader worden verslagen. Als deze is verslagen krijgt de speler meestal een voorwerp waarmee hij verder kan in het spel.
Sommige RPG's kiezen voor een andere aanpak, bijvoorbeeld The Elder Scrolls IV: Oblivion, waar de eindbazen zich qua sterktes en zwaktes automatisch aanpassen aan het niveau van de speler, zodat ze op elk moment even moeilijk te verslaan zijn. Ook kan een ontwerper ervoor kiezen het spel zo in elkaar te zetten dat, als een speler het spel via de "normale" weg doorloopt, hij op het juiste level is om de eindbaas te verslaan; het is dan wel mogelijk het gevecht al eerder te laten plaatsvinden, de speler krijgt dan bijvoorbeeld een bonus als het hem al eerder lukt het gevecht te winnen.
Bij RPG's zijn eindbaasgevechten tevens essentiële onderdelen in de verhaallijn en zijn de eindbazen in een aantal gevallen belangrijke antagonisten. 

### Niet-verplichte eindbazen
In MMORPG's heeft het spel meestal geen "einde" in de traditionele zin van het woord; de speler kan in principe eindeloos doorgaan met het spel. Dergelijke spellen bevatten vaak locaties waarin de speler opdrachten kan uitvoeren en schatten kan vinden. Deze worden dan wel vaak bewaakt door een soort van eindbaas die verslagen moet worden. Het is echter de keuze van de speler zelf of hij dit gevecht aangaat; het is niet verplicht om verder te raken in het spel, maar levert wel voldoening en extra schatten op. Door het multiplayer-karakter van het genre worden dergelijke eindbazen vaak bevochten in groepen van meerdere personen waarna de buit verdeeld wordt.
Ook in singleplayer-spellen komen eindbazen van dit type vaak voor. Deze bevinden zich dan vaak buiten de normale route die een speler zou nemen om het spel uit te spelen en zijn soms zelfs sterker dan de sterkste reguliere eindbaas in het spel. Het verslaan van deze eindbaas levert dan vaak voorwerpen of krachten op die normaal niet te verkrijgen zijn, maar is niet noodzakelijk voor het uitspelen van het spel.

## Types eindbazen
De meest voorkomende vorm van een eindbaas is een vijand die (veel) groter is dan het personage van de speler, en meer aanvalskracht en uithoudingsvermogen heeft. Soms hebben dergelijke eindbazen dan een speciale zwakke plek die aangevallen moet worden om hem te verslaan. Ook kan het voorkomen dat de speler hem op een bepaalde manier moet benaderen om ervoor te zorgen dat zijn zwakke plek aan te vallen is, bijvoorbeeld door een bepaalde puzzel op te lossen. Ook kan het dat de eindbaas om-en-om kwetsbaar en onkwetsbaar is, of dat je een speciaal wapen nodig hebt om hem te verslaan of een speciale techniek of volgorde moet gebruiken. Een dergelijke eindbaas zit in het spel Spyro 2: Ripto's Rage, waarin je de eindbazen moet pletten met vallende stenen, moet raken met explosieven of bollen moet verzamelen om een speciale kracht te krijgen waarmee je de eindbaas kan aanvallen.
Een type eindbaas dat hier lijnrecht tegenover staat is het type dat men vooral tegenkomt in vechtspellen. Hier is de eindbaas niet veel groter of sterker dan de speler zelf, maar wel veel sneller, zodat in de tijd dat de gamer één keer kan aanvallen hij deze meerdere keren kan aanvallen. Om dergelijke eindbazen te verslaan is vooral een goed reactievermogen nodig.
Soms is een eindbaasgevecht een race-tegen-de-klok, waarin de speler na een bepaalde tijd verslagen is of extreem in het nadeel. Deze gevechten zijn vooral lastig en frustrerend omdat de gamer slordig en wanhopig kan worden door de steeds teruglopende tijd.
Sommige eindbazen kunnen niet meteen bij de eerste ontmoeting al verslagen worden, of zijn zelfs gedurende het hele spel onverslaanbaar. De speler moet dan proberen het een bepaalde tijd vol te houden tegen deze eindbaas, of hem proberen te ontlopen. Een voorbeeld hiervan is Carnage in het spel The Amazing Spider-Man 2 voor de Game Boy. In dit spel is Carnage onverslaanbaar en de speler moet dan ook koste wat het kost een confrontatie met hem voorkomen. Soms is het zelfs onderdeel van de verhaallijn dat een speler de eerste keer moet verliezen van een baas (zoals in het eerste gevecht tegen Yggdrasil in Tales of Symphonia). In zeldzame gevallen heeft een spel de optie dat de gamer een oud level opnieuw kan spelen, maar wapens en ervaring die hij/zij in latere levels heeft verkregen behoudt. In dat geval kan een speler later terugkeren met sterkere wapens en technieken om een vijand die eerst onverslaanbaar leek alsnog te verslaan.
Ook bestaan er "tussenbazen", dat zijn halverwege een level of labyrint geplaatste vijanden die weliswaar niet zo sterk zijn als eindbazen maar wel sterker of lastiger te verslaan dan gewone vijanden.

## Kritiek en hedendaagse ontwikkeling
Tegenwoordig worden eindbazen minder vaak gebruikt; ze worden bekritiseerd als een overblijfsel van het arcadetijdperk en als onrealistisch, waardoor ze niet in hedendaagse spellen zouden passen. Slecht ontworpen eindbazen zijn vaak een normale vijand die buitengewoon veel schade kan oplopen of toedelen, zonder verder een speciale rol in het verhaal te hebben. Deze heeft dan als enige functie het ophouden van de speler om te maskeren dat het spel zelf erg kort is. Een ander probleem dat vooral voorkomt in spellen met veel eindbazen zoals Gunstar Heroes en andere 2D-shooters, en ook het al eerder genoemde Shadow of the Colossus, is dat de speldelen tussen de eindbaasgevechten onsamenhangend of oninteressant zijn.
In sommige spellen wordt geprobeerd een realistische ervaring neer te zetten, door de vijanden dezelfde sterktes en zwaktes als de speler zelf te geven. Het kan dan erg vervelend en vreemd zijn om ineens een vijand tegen te komen die wél extreem veel schade kan oplopen en toedelen, vooral als de vijand er menselijk uitziet. Een voorbeeld van een dergelijk spel is Max Payne, dat verder redelijk realistisch is. Ontwikkelaars proberen dergelijke vijanden te rechtvaardigen met vaak vergezochte verklaringen als extreem sterke en geavanceerde kogelvrije vesten of dergelijke bescherming. In Hitman: Codename 47 verkrijgt de eindbaas de mogelijkheid om extra veel schade te kunnen oplopen door een grote hoeveelheid cocaïne te snuiven - het is echter wel mogelijk om deze eindbaas te makkelijk te vermoorden als de speler een manier vindt om dit te doen vóór hij de cocaïne opsnuift.
In plaats van een eindbaas kunnen spellen ook een scène hebben die de eindbaas "vervangt". Een manier om dit te doen is de speler verplichten een grote groep vijanden te vernietigen in een bepaalde tijd, met weinig mogelijkheden tot dekking. Vooral in First Person Shooters komen zulke 'eindbaas-kamers' veel voor, met als bakermat de Doom-serie, maar het komt ook voor in platformspellen als Super Mario Bros. 2 (wereld 4-1). Een variatie hierop is een kamer waarin de speler wacht terwijl opeenvolgende "golven" vijanden op hem af komen, zoals in Call of Duty 2, waarin dan ook op het scherm aan wordt gegeven hoeveel aanvalsgolven nog te verwachten zijn. Een "reden" voor dergelijke scenario's kan zijn dat de speler opgesloten zit in een kamer (zoals in Black minstens één keer per level voorkomt, en in Serious Sam, dat merendeels uit dergelijke scènes bestaat). Het kan ook dat de speler een bepaald voorwerp of persoon moet beschermen, zoals in GoldenEye 007, of in veel op oorlogen gebaseerde first person shooters, waarbij de speler dan een tegenaanval op een net veroverd stuk land moet afslaan.
De scheidslijn tussen traditionele eindbazen en dergelijke 'vervangings'-scenario's is vaag, en in essentie komen ze allebei neer op een uitdaging aan het eind van een bepaald speldeel die moeilijker is dan de rest van het speldeel. De eindbaas van Serious Sam: The Second Encounter kan bijvoorbeeld de speler niet zelf aanvallen, maar alleen reguliere vijanden oproepen om dat voor hem te doen. Hier moet de speler dus één bepaald personage (de personificatie van de eindbaas) vernietigen om het 'eindbaas-kamer'-gevecht te stoppen.